# Aglaonice (astrônoma)
Aglaonice ou Aganice (Gr. Ἀγλαονίκη ou Ἀγανίκη, II a.C), também conhecida como Agalonice da Tessália é citada como a primeira mulher astrônoma da Grécia Antiga.
É mencionada nos escritos de Plutarco e de um escoliasta de Apolônio de Rodes. Ambos mencionam seu pai: Hegetor da Tessália, segundo Plutarco, e Hegemon segundo o escolisasta. No entanto, nem Hegetor, nem Hegemon aparecem nas demais fontes existentes.
Ela foi considerada uma feiticeira pela habilidade de fazer a Lua desaparecer do céu, o que tem sido considerado como a capacidade que tinha de prever quando e onde ocorreria um eclipse lunar.